# Abel François Villemain
Pour les articles homonymes, voir Villemain.
Abel François Villemain, né le 9 juin 1790 à Paris où il est mort le 8 mai 1870, est un écrivain, universitaire et homme politique français, qui a notamment été professeur à la Sorbonne et à l'Ecole normale supérieure, et ministre de l'Instruction publique de 1839 à 1845.

## Biographie

### Jeunesse
Il est le fils d'Ignace Jean Villemain, écuyer, marchand de soieries et propriétaire d’une terre à Combs-la-Ville (Seine-et-Marne), et d'Anne Geneviève Laumier, fille d’un bourgeois de Paris.
Il commença ses études chez Planche où, dès douze ans, il jouait la tragédie en grec, et les poursuivit au lycée Louis-le-Grand, où il se distingua par son extrême facilité et en remportant de nombreux prix en 1807. En rhétorique, il fut l'élève de Luce de Lancival, qui se faisait suppléer par lui lorsque la maladie l'éloignait de sa chaire, et suivit les cours de l'école de droit. Son esprit lui valut très rapidement, dans le monde, une précoce réputation. Il fut par la suite docteur ès lettres par décret.

### Débuts professionnels (1810-1815)
Fontanes le nomma d'emblée professeur suppléant de rhétorique au lycée Charlemagne (1810) et il y fut professeur titulaire en 1812. Il fut répétiteur de littérature française et de versification latine à l'École normale supérieure en 1811. Il fut chargé du discours latin, dont l'usage venait d'être rétabli à la distribution des prix du concours général et, en 1812, il obtint un prix de l’Académie française pour un éloge de Montaigne, « où se déployaient déjà, selon Gustave Vapereau, les grandes qualités du futur écrivain : le sentiment exquis des détails, uni à la faculté de généralisation et le don naturel d'une phrase harmonieuse et riche d'idées ».
Ce succès lui assura la protection de Suard, du comte de Narbonne, de la princesse de Vaudemont, et les suffrages des salons littéraires de l'époque, où son talent de fin causeur le fit rechercher, en dépit, dit Armand de Pontmartin, « de sa laideur simiesque, de sa tenue négligée, le gilet de tricot d'une propreté suspecte dépassant la manche de l'habit ».

### Sous la Restauration
La chute de l'Empire lui ferma la carrière administrative à laquelle il se destinait, mais la Restauration, le régime parlementaire et la réaction littéraire qui se préparait, répondaient mieux à son tempérament.

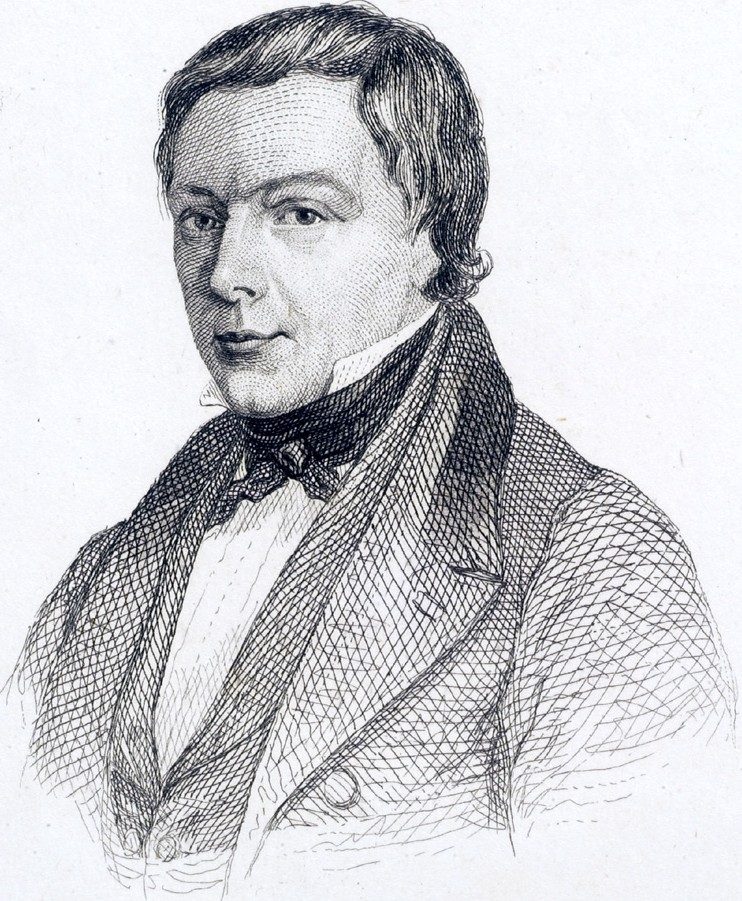

Le 21 avril 1814, le jeune écrivain fut autorisé par exception à lire dans l'enceinte de l'Académie française, en présence du roi de Prusse et de l'empereur de Russie, son mémoire intitulé Avantages et inconvénients de la critique. Il crut devoir adresser aux souverains étrangers des compliments qui furent jugés sévèrement par l'opinion libérale.
En mai 1814, il fut nommé d'abord professeur adjoint d'histoire moderne à la Sorbonne, où il suppléait Guizot. À partir de 1814, il est également rédacteur au Journal des débats. Le 25 août 1816, il fut à nouveau couronné par l'Académie pour son Éloge de Montesquieu, et, peu après, nommé, en novembre 1816, professeur d'éloquence française à la Sorbonne, en remplacement de Royer-Collard. C’est là qu’il donna, pendant dix ans, sauf de très courtes interruptions, une série de cours de littérature qui eurent une influence énorme sur ses contemporains plus jeunes parmi lesquels se trouvait Honoré de Balzac de 1816 à 1819. De 1816 à 1850, il participe à de très nombreuses soutenances de thèses de doctorat ès lettres, en qualité de membre du jury. 
Il avait eu la chance d'être venu immédiatement avant le mouvement romantique et d’être passionné de littérature sans être un extrémiste. La plupart des jeunes gens cultivés qui appartenaient à cette brillante génération des années 1830 passèrent sous son influence ; et, alors qu'il plaisait aux romantiques pour son appréciation sincère des beautés des poésies allemande, anglaise, italienne et espagnole, il ne décria pas les classiques, ni ceux qui étaient propres à la Grèce où à Rome, ni les classiques français. Appliquant à l'histoire de la littérature l'esprit de généralisation que Victor Cousin et François Guizot portaient dans la philosophie et dans l'histoire, il s'efforça d'éclairer les grandes œuvres de la littérature française par la comparaison des époques et des pays.
En 1819, il publia l’Histoire de Cromwell, livre qui fut traduit en plusieurs langues et dans lequel Cromwell était censé rappeler Bonaparte et l'état politique de la France celui de l'Angleterre au sortir du protectorat.
Nommé maître des requêtes au Conseil d'État sous le ministère Decazes (4 novembre 1818), puis conseiller d'État en 1826, il devint chef de la division de l'imprimerie et de la librairie au ministère de l'Intérieur (décembre 1819). Attaché aux Doctrinaires, il contribua, sous l'influence de ses idées, à la rédaction des lois sur la presse édictées par la Restauration.
En 1821, il succéda à Fontanes à l'Académie française. Pris d'une vive sympathie pour la cause de l'indépendance hellénique, il publia Lascaris ou les Grecs du XVe siècle (1825) et l’Essai sur l'état des Grecs depuis la conquête musulmane (1825), deux études, l'une littéraire, l'autre historique, qui émurent vivement l'opinion. Il fut alors membre du comité philhellène de Paris. En 1822, il avait donné la traduction de La République de Cicéron, d'après le manuscrit découvert par Angelo Mai, avec une introduction et de savantes notes.
Le ministère Villèle, voyant avec inquiétude le succès des cours professés en Sorbonne par Cousin, Guizot et Villemain, ordonna leur suspension. Aussi, en 1827, lorsque l'Académie chargea Lacretelle, Chateaubriand et Villemain de rédiger une supplique à Charles X contre le rétablissement de la censure (loi du 24 juin 1827), Villemain s'acquitta brillamment de sa tâche et perdit le jour même ses fonctions au Conseil d'État. Le ministère Martignac le réintégra (1828) et rouvrit les cours suspendus. Villemain mit alors toute la souplesse de son esprit mordant au service de la cause libérale et démissionna du Conseil d'État en 1829 lors de l'avènement du ministère Polignac.
Élu député par le collège de département de l'Eure le 19 juillet 1830, il prit place parmi les constitutionnels.

### Sous la monarchie de Juillet

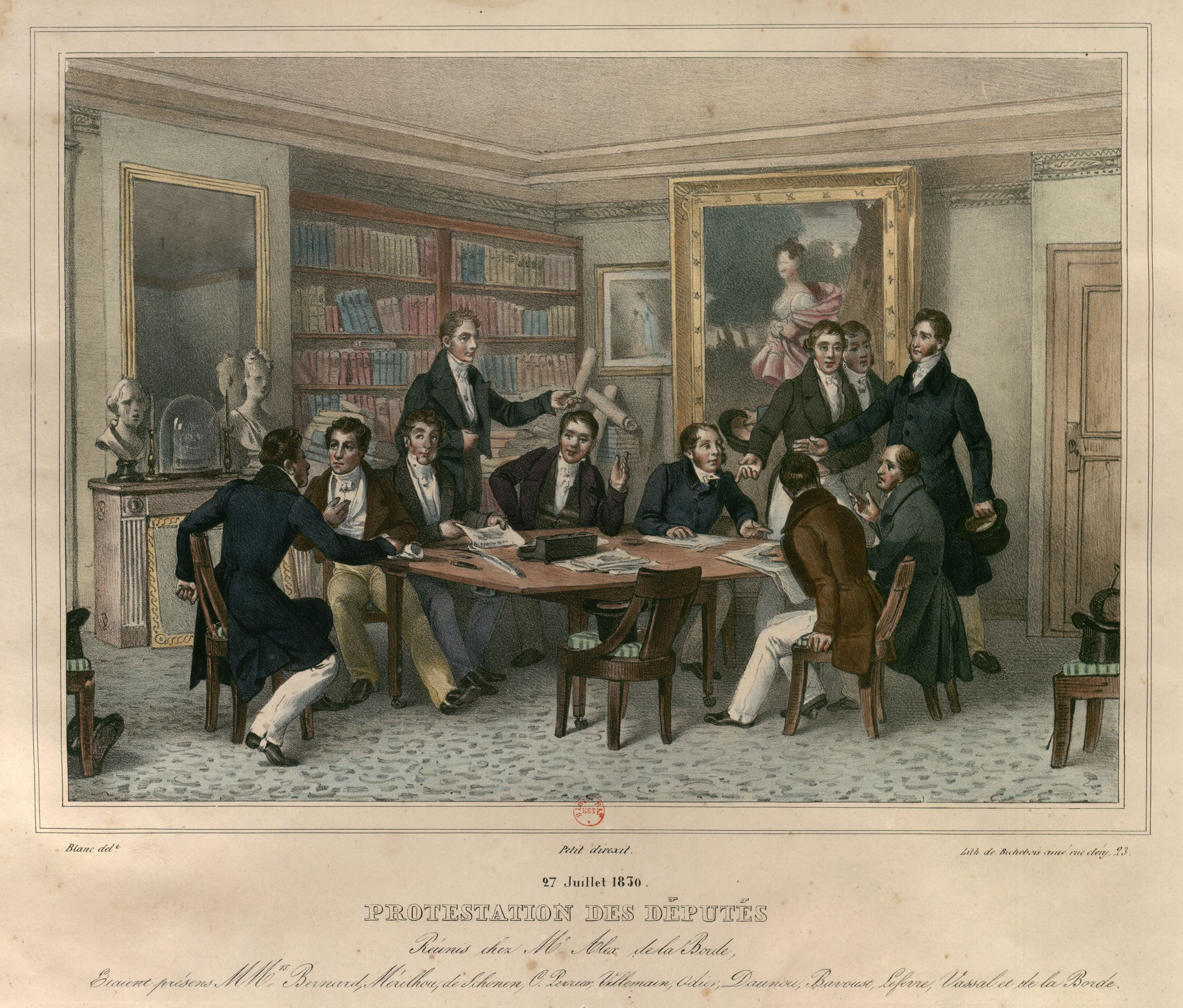
Protestation des députés réunis chez Alexandre de Laborde, le 27 juillet 1830.

La révolution de 1830 lui assura une position politique de premier plan. Il fit partie de la commission chargée de la révision de la Charte et fut d'avis d'abroger l'article qui déclarait la religion catholique religion de l'État. Aux élections de 1831, les électeurs d'Évreux refusèrent de renouveler son mandat, mais Louis-Philippe le nomma membre du Conseil royal de l'Instruction publique, dont il devint vice-président en 1832, conseiller d'État en service extraordinaire et pair de France (11 octobre 1832). Il fut également élu secrétaire perpétuel de l'Académie française (11 décembre 1834). En 1841, il entra à l'Académie des inscriptions et belles-lettres.
Le 30 janvier 1832, il épousa à Dreux Louise Desmousseaux de Givré, fille d'Antoine Desmousseaux de Givré, préfet de l’Empire et député en 1815. Leur fille épouse François Allain-Targé.
Au palais du Luxembourg, Villemain se fit remarquer par l'indépendance relative de son caractère. Il combattit les lois de septembre (1835) et n'hésita pas à défendre la théorie selon laquelle il n'y a point de délits d'opinion, d'où il concluait que la presse devait être soumise au droit commun, même s'il n'allait pas jusqu'à la soumettre au jury.
Lors de la coalition contre le ministère Molé, il refusa de s'y associer, offrit son concours au ministère, et fut nommé ministre de l'Instruction publique le 12 mai 1839 dans le deuxième ministère Soult. Il donna une impulsion nouvelle à la publication des Documents inédits sur l'histoire de France et prépara une réorganisation des bibliothèques. Il demeura en fonctions jusqu'au 1er mars 1840, lorsque la Chambre des députés repoussa inopinément et sans débat le projet de dotation du duc de Nemours : « Nous sommes étranglés par des muets, c'est comme à Constantinople », s'écria Villemain, s'attirant cette réplique d'un député de gauche : « C'est parfois le sort des eunuques ! »
Villemain revint aux affaires le 29 octobre 1840 dans le troisième ministère Soult et resta en poste jusqu'au 30 décembre 1844, date où il fit une tentative de suicide qu’il s’agit d’expliquer. Une nuit de février 1844, Villemain, homme marié et père de famille, aurait été surpris par des maîtres-chanteurs près de la Madeleine, « se livrant à ce qu’il y a de plus dégradant avec un jeune homme. Ils étaient blottis dans un coin de la rue de l'Arcade ». Villemain, croyant impressionner les voyous, aurait commit l’erreur de décliner sa qualité de ministre. Pire, il aurait conduit les maitre-chanteurs à son hôtel particulier. Il n’en fut que plus grandement exploité : il dut d’abord leur céder 3 000 francs. Cette affaire de chantage joua un rôle déterminant dans la tentative de suicide, par défénestration de son bureau, à laquelle Villemain se livra en décembre 1844. Seulement blessé, Villemain fut interné à Bicêtre, dans les services du docteur Leuret. L’intelligentsia française, consternée par cette brusque défaillance d’un homme si brillant, crut devoir attribuer la dépression et le coup de folie du ministre à la seule pression de travail et aux critiques dirigées contre sa réforme de l’Instruction publique. En vérité, la transcription par Victor Hugo, d’un entretien qu’il eut l’année suivante avec Villemain guéri, suggère que ces accusations seraient l'œuvre de ses ennemies[Lesquelles ?], mais  cette prétendue pédérastie révélée au public, eurent un rôle clé dans l’accès dépressif aigu du ministre, a qui on retira ses filles, et que sa femme ne voulut plus voir.
« L'Université, a écrit Alfred Mézières, a eu rarement à sa tête un ministre aussi digne de la représenter par l'autorité de la parole et par l'éclat du talent. On ne peut pas dire cependant que son ministère ait laissé dans l'enseignement une trace profonde. Villemain n'était pas de ces novateurs hardis qui touchent aux institutions consacrées par l'expérience et qui se flattent de renouveler le domaine où ils règnent. Prudent par caractère, il essaya d'améliorer ce qui existait, lentement, peu à peu, sans secousses et sans bouleversements [...] Peut-être manquait-il à Villemain, pour laisser la réputation d'un ministre de premier ordre, la fermeté et la décision du caractère. Il lui arrivait ce qui arrive souvent aux esprits fins et habitués à l'analyse critique : il voyait en même temps les aspects les plus différents des choses, il saisissait avec une merveilleuse sagacité les nuances les plus délicates des questions, et, sollicité en sens divers par des motifs plausibles, mais contradictoires, il hésitait à conclure. »
Le projet de loi qu'il prépara sur la liberté de l'enseignement, corrigé, remanié, retiré, rapporté devant les Chambres, finit par être adopté, mais ne satisfit personne : l'Université se plaignit d'être sacrifiée, le clergé de n'avoir pas obtenu ce qu'il demandait, la gauche de n'avoir pas été consultée. Villemain, dont la santé s'était altérée à la suite de sa tentative de suicide, fut pendant quelque temps plongé dans un désespoir proche de la folie ; cette agitation se calma mais il lui resta depuis lors dans l'esprit un fond d'une tristesse morose. Démissionnaire, pour ces motifs, en 1844, il refusa noblement une pension de 15 000 francs que le gouvernement proposait aux Chambres de lui décerner et, quand sa santé fut rétablie, reprit sa place à la Chambre des pairs où il intervint à quelques reprises, sur la question des réfugiés politiques et sur l'enseignement de la médecine.
Durant toute la monarchie de Juillet, il fut l'un des principaux parmi ceux dont on recherchait le patronage littéraire en France, mais dans ses dernières années sa réputation baissa.

### Après 1848
La révolution de 1848 le renvoya à ses études favorites. Il ne reprit pas sa chaire en Sorbonne, se démit de son titre de professeur en 1852, et se consacra exclusivement à la publication de quelques livres nouveaux et à la réédition de ses anciens ouvrages et discours. En 1860, il fit paraître La France, l'Empire et la Papauté, livre dans lequel il défendait le pouvoir temporel du pape et qui fit quelque bruit. Son Histoire de Grégoire VII, un de ses meilleurs ouvrages, fut publié en 1873 après sa mort en 1870.

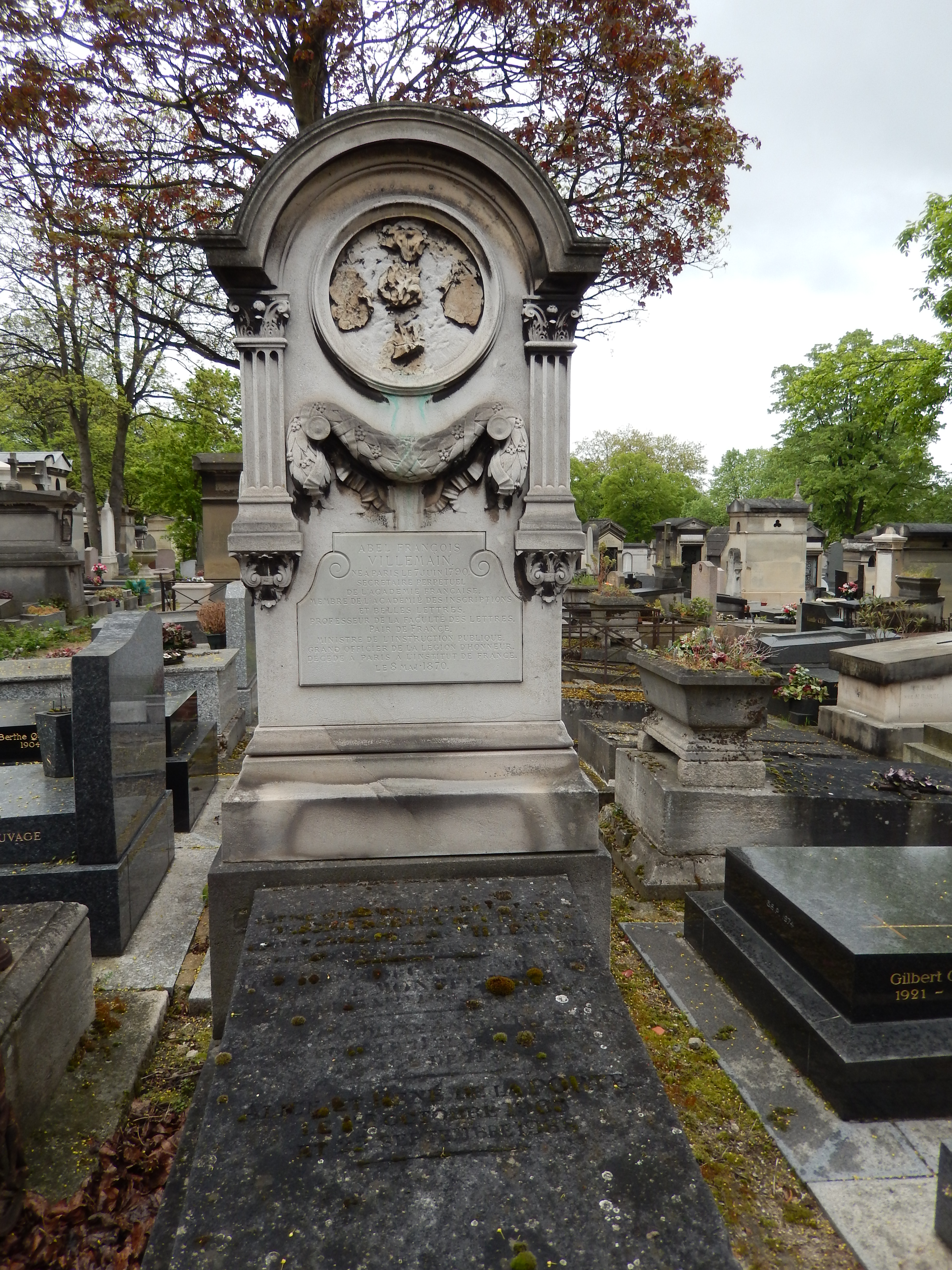
Tombe de Abel François Villemain (Père Lachaise, division 60).

## Esprit
Il a été un des hommes les plus spirituels de son temps. Un professeur, qui n'avait pas été trop cohérent dans ses opinions politiques, lui dit : « J'ai trouvé un gallicisme dans Cicéron. » Villemain lui répondit sur le champ : « Moi aussi : Quantae infidelitates! Quot amicorum fugae! » (ce qui signifie en latin « Que d'infidélité ! Combien d'amis fuient ! »).

## Œuvres
Le chef-d'œuvre de Villemain est son Cours de littérature française (1828-1829, 5 vol. ; nlle. éd. 1864, 6 vol. in-8°), comprenant le Tableau de la littérature au Moyen Âge en France, en Italie, en Espagne et en Angleterre (1846, 2 vol.) et le Tableau de la littérature au XVIIIe siècle (1864, 4 vol.). Parmi ses autres œuvres, on peut citer particulièrement : Souvenirs contemporains (1856, 2 vol.) et Histoire de Grégoire VII (1873, 2 vol.).
- Carmen. Adolescentes discipuli queruntur suum a barbatis discipulis invadi Parnassum, Parisiis, typis Fain, sd (v. 1806-1810), in-8°
- Eloge de Montaigne, Paris, F. Didot , 1812, in-8°
- Discours prononcé devant LL. MM. l'empereur de Russie et le roi de Prusse, slnd (21 avril 1814)
- Eloge de Montesquieu, Paris, F. Didot , 1816, in-4°
- Le roi, la charte et la monarchie, Paris, Impr. de F. Didot, sd, in-8°
- Histoire de Cromwell, d'après les mémoires du temps et les recueils parlementaires, Paris, 1819, 2 vol. in-8°
- Lascaris ou les Grecs du XVe siècle, Paris, 1825, in-8°
- Essai sur l'état des Grecs depuis la conquête musulmane, Paris, 1825
- Considérations sur la langue française, servant de préface à la 6e édition du Dictionnaire de l'Académie française, sl, Impr. de Firmon-Didot frères, sd (1835), in-8°
- Notice sur Pascal, considéré comme écrivain et comme moraliste, in Pensées de Blaise Pascal, Paris, A. Ledoux, 1836, in-8°
- Essai sur l'oraison funèbre, Oraisons funèbres de Bossuet, Fléchier et autres orateurs, Paris, 1837, in-8°
- Rapport sur l'« Histoire des enfants trouvés » fait à l'Académie française, dans la séance du 9 août 1838, in Nouvelles considérations sur les enfants trouvés par J.-F. Terme et J.-B. Monfalcon, Lyon, Impr. de J.-M. Bajat, 1838, in-8°
- Essai biographique et littéraire sur Shakespeare, in Chefs-d'œuvre de William Shakespeare, Paris, 1839, in-8°
- Tableau de l'état actuel de l'instruction primaire en France : rapport présenté au Roi par M. Villemain, ministre de l'Instruction publique, le 1er novembre 1841, Paris, J. Renouard, 1841, in-18
- Fénelon, considéré comme écrivain, in Morceaux choisis de Fénelon, Paris, L. Hachette, 1842, in-18
- Notice et jugement sur Plutarque, in Vie de Thémistocle, Paris, 1847, in-12
- Tableau de l'éloquence chrétienne au IVe siècle, Paris, Didier, 1849, in-12[10]
- De M. de Feletz et de quelques salons de son temps, Paris, Aux bureaux, 1842, in-8°
- Le Patriarche d'Alexandrie, loué par l'archevêque de Constantinople, an de notre ère 326-379, fragment historique, Paris, Aux bureaux de la Revue contemporaine, 1852, in-8°
- Saint Ambroise, Paris, impr. de Firmin-Didot frères, 1852 (extrait de la Nouvelle biographie universelle)
- Souvenirs de la Sorbonne en 1825. Démosthène et le général Foy, Paris, Impr. de J. Claye, 1853, in-8° (extrait de la Revue des deux Mondes, texte repris dans les Souvenirs contemporains d'histoire et de littérature)
- Souvenirs contemporains d'histoire et de littérature, Paris, Didier, 1854, in-8°
- La Tribune moderne. Première partie. M. de Châteaubriand, sa vie, ses écrits, son influence littéraire et politique sur son temps, Paris, M. Lévy frères, 1858, in-8°
- Essais sur le génie de Pindare et sur la poésie lyrique dans ses rapports avec l'élévation morale et religieuse des peuples, Paris, Firmin-Didot frères, fils et Cie, 1859, in-8°
- La France, l'Empire et la Papauté : question de droit public, Paris, C. Douniol, 1860
- Notice sur L. Annaeus Florus, in Velleius Paterculus. Florus, Paris, Garnier Frères, 1864, in-16
- Histoire de Grégoire VII, précédée d'un Discours sur l'histoire de la papauté jusqu'au XIe siècle, Paris, 1873, 2 vol. in-8°

Il a donné de nombreux articles dans la Revue des deux Mondes, le Journal des savants, La Revue contemporaine, etc.
Les œuvres de Villemain ont été réunies sous le titre Discours et mélanges littéraires (Paris, Didier, 1846, in-8°, 399 p.), Études d'histoire moderne (Paris, Didier, 1846, in-8°, 349 p.), Études de littérature ancienne et étrangère (Paris, Didier, 1846, in-8°, 391 p.)

## Décorations

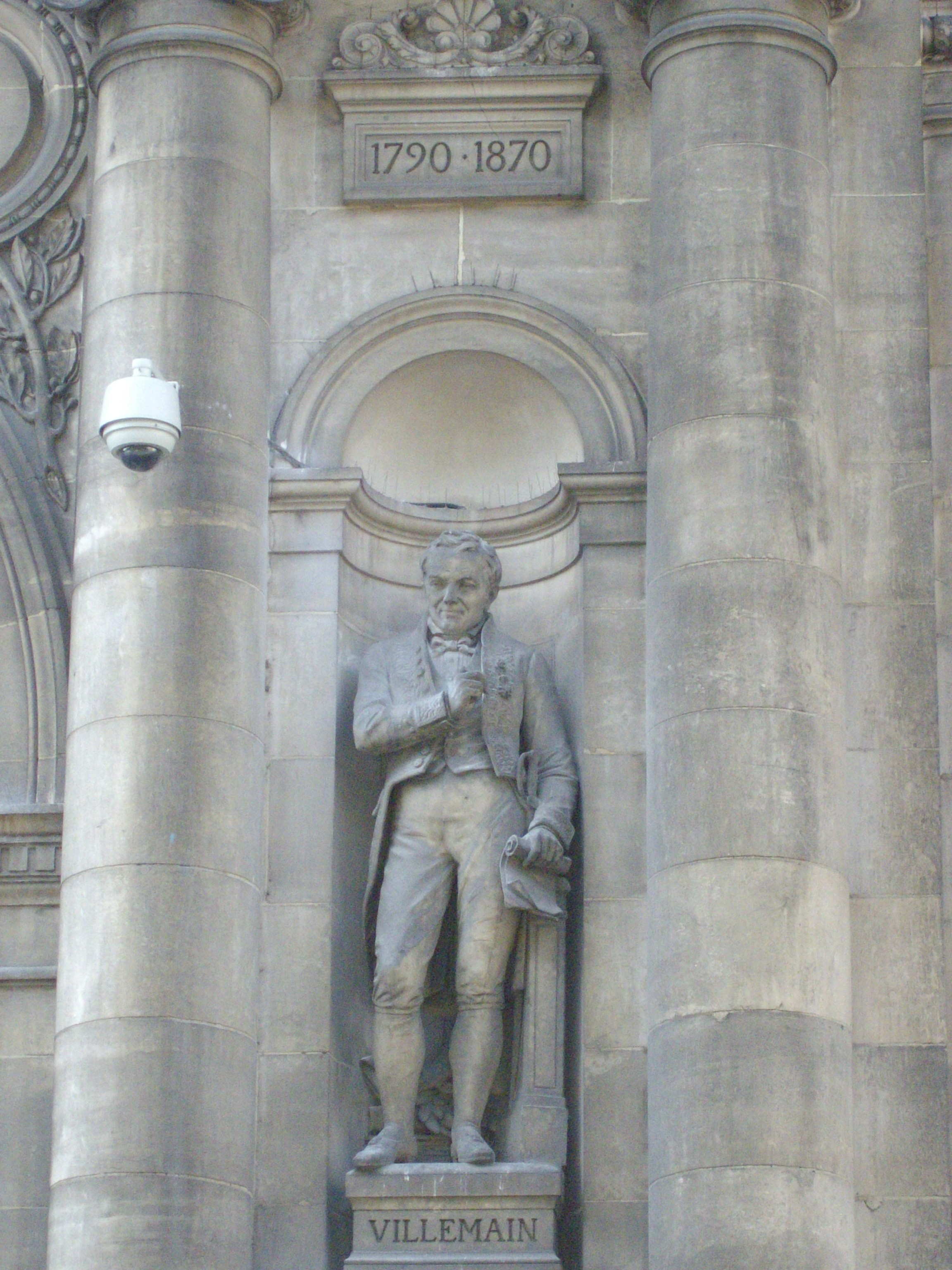
Statue de Villemain sur la façade de l'hôtel de ville de Paris.

- 1820 : Chevalier de la Légion d'honneur
- 20 octobre 1843 : Grand officier de la Légion d'honneur

## Jugements
- « Villemain est trente-quatre fois plus intelligent qu’Eugène Sue et Frédéric Soulié. » (Lautréamont, Poésies I)

- « Où est dans tout cela la raison suffisante pour faire de Villemain, littérairement, plus qu'une médiocrité cultivée, un bel-appris, mais pas davantage, et pour le donner à la France comme un homme dont la vivacité d'esprit touche au génie ? A quoi donc tient le genre de gloire dont il jouit en paix depuis tant d'années et que rien ne peut altérer, même les rapports séniles qu'il fait chaque année comme secrétaire perpétuel de l'Académie ? » Jules Barbey d'Aurevilly, Quarante médaillons de l'Académie